# Kopana (Terenia)
Kopana – część wsi Terenia w Polsce, położona w województwie mazowieckim, w powiecie pruszkowskim, w gminie Brwinów.

## Historia
Kopana figurowała jako wieś szlachecka, która była położona w powiecie błońskim ziemi warszawskiej województwa mazowieckiego w drugiej połowie XVI wieku. Pod nazwą Kopana istniała już w XVIII wieku - została odnotowana na mapie z 1794 roku. W 1852 r. hrabina Michalina Rzyszczewska z rodu Radziwiłłów, żona Leona Rzyszczewskiego herbu Pobóg, kupiła Żółwin, Kopaną i Grudów. W latach 1975–1998 administracyjnie należała do województwa warszawskiego.